# Hibiscus hongjinma
Hibiscus hongjinma là một loài thực vật có hoa trong họ Cẩm quỳ. Loài này được Y.T. Chang mô tả khoa học đầu tiên năm 1991.